# Kurovskoe
Kurovskoe (in russo Куровское?; anche traslitterata come Kurovskoye o Kurovskoje) è una cittadina della Russia europea centrale (oblast' di Mosca), situata 92 km a sudest della capitale sulle sponde del fiume Nerskaja, affluente della Moscova; era compresa amministrativamente nel distretto di Orechovo-Zuevo.
Attestata per la prima volta nel corso del XVI secolo con il nome di Kurovskij, derivante probabilmente dal nome di una famiglia Kurov; appare nel 1646 con il nome di Kurovskaja, piccolo villaggio agricolo. Nel 1854 venne fondata nel villaggio una fabbrica tessile, che portò il villaggio, da agricolo che era, a trasformarsi in un insediamento industriale; lo status di città è del 1952, allorquando la città venne ribattezzata con il nome attuale.
Il comparto tessile è, ancora ai giorni nostri, il principale nel panorama industriale cittadino.

## Società

### Evoluzione demografica
Fonte: mojgorod.ru
- 1926: 3.400
- 1939: 11.400
- 1959: 16.400
- 1979: 19.300
- 1989: 21.100
- 2002: 19.507
- 2007: 19.000